# Chimalabandahalli, Bangarapet
Chimalabandahalli là một làng thuộc tehsil Bangarapet, huyện Kolar, bang Karnataka, Ấn Độ.